# Vitali Tseixkovski
Vitali Valérievitx Tseixkovski (en rus: Виталий Валерьевич Цешковский), (en polonès: Witalij Cieszkowski), 25 de setembre de 1944 – 24 de desembre de 2011), fou un jugador d'escacs rus, que va jugar sota bandera soviètica, i que tenia el títol de Gran Mestre, des de 1975.
|  |

## Biografia i resultats destacats en competició
Tseixkovski (Cieszkowski) va néixer a Omsk, al si d'una família polonesa (els seus avantpassats eren nobles de Volínia).
Obtingué el títol de Mestre Internacional el 1973 i el de GM el 1975.
Es proclamà Campió de l'RSS de Rússia en dues ocasions, el 1972 (en solitari, per damunt de Víktor Gàvrikov), i el 1973 (ex aequo amb dos altres jugadors). Els seus millors resultats en torneigs inclouen el primer lloc a Leipzig 1975, Dubna 1976, Erevan 1980, Banja Luka 1981, Sotxi 1981 i Minsk 1982. Fou co-guanyador del Campionat de l'URSS de 1978 (amb Mikhaïl Tal), i guanyà en solitari l'edició de 1986; en total, va participar deu cops en aquest campionat, entre 1967 i 1987. Va obtenir victòries contra diversos Campions del món, com ara Vassili Smislov a l'Espartaquiada de Moscou 1974, Tal a Sotxi 1970, i contra un jove Garri Kaspàrov al Campionat Soviètic de 1978. Tseixkovski es va estar a punt de classificar per la fase de Candidats pel Campionat del món en acabar quart a l'Interzonal de Manila de 1976, tot just un lloc per sota del que es necessita per avançar a la següent etapa.
Els seus 6/9 punts a Sant Petersburg 2004 li varen permetre de classificar-se per jugar la final del Campionat de Rússia d'aquell any, conjuntament amb els set millor jugadors russos i cinc altres classificats.
El 2008 va empatar al primer lloc amb Farrukh Amonatov i Anton Filippov al segon Memorial Georgy Agzamov a Taixkent. El 2009 va repetir triomf, aquest cop en solitari, i tot i que tenia ja 64 anys, al Memorial Agzamov.
El 2010, empatà als llocs 2n-4t amb Algimantas Butnorius i Nikolai Pushkov al Campionat d'Europa Sènior d'escacs ràpids.
El 2009 i el 2010, es proclamà Campió d'Europa sènior.

### Participació en competicions per equips
El 1977 fou un dels integrants de l'equip de l'URSS que guanyà la medalla d'or al Campionat d'Europa per equips, celebrat a Moscou.
A la XXVII Olimpíada, el 1986, hi puntuà 2½/5 com a segon reserva de l'URSS, i ajudà així el seu país a guanyar la medalla d'or.

## Estil de joc
Pel que fa a les obertures, la seva preferència és per començar amb 1.e4 amb les blanques. Amb negres, ha jugat la Ruy López, la defensa siciliana, la defensa Pirc i la defensa moderna contra 1.e4, i contra 1.d4 ha preferit en general la defensa Grünfeld i el gambit Benko.

## Entrenador d'escacs
Tseixkovski, a banda de mantenir una alta mitjana de nivell de joc durant tota la seva carrera (amb el seu cim a 2600 punts Elo a la Llista d'Elo de la FIDE d'octubre de 2005), ha fet d'entrenador d'escacs. Ha col·laborat en aquest sentit amb diversos jugadors d'elit, com ara Vladímir Kràmnik, Bartlomiej Macieja o Boris Savchenko.